# Солнечное затмение 2 июля 2019 года
Солнечное затмение 2 июля 2019 года — полное солнечное затмение 127 сароса, которое лучше всего было видно в Чили и Аргентине, а также в юго-восточной части Тихого океана.
Максимальная фаза затмения составила 1,0459, а максимальная длительность полной фазы — 4 мин. 33 сек.
Это затмение являлось повторением через сарос полного солнечного затмения 21 июня 2001 года. Следующее затмение данного сароса произойдёт 13 июля 2037 года.
Основные населённые пункты, где можно было наблюдать полное затмение:
| Населенный пункт | Время UTC | Η     | Длительность |
| Остров Оэно      | 18:25:23  | 31,8° | 2 м 50 с     |
| Ла-Серена        | 20:39:19  | 13,5° | 2 м 14 с     |
| Ла-Игера         | 20:39:39  | 13,6° | 2 м 36 с     |
| Викунья          | 20:39:45  | 12,9° | 2 м 26 с     |
| Сан-Хуан         | 20:40:36  | 10,4° | 41 с         |
| Иглесия          | 20:40:51  | 11,5° | 2 м 30 с     |
| Рио-Куарто       | 20:42:23  | 6,1°  | 1 м 57 с     |
| Венадо-Туэрто    | 20:43:22  | 4,1°  | 2 м 11 с     |
| Чивилькой        | 20:43:20  | 2,1°  | 2 м 05 с     |

Полоса полной фазы затмения также прошла непосредственно рядом со столицей Аргентины — Буэнос-Айресом, при этом магнитуда (фаза) затмения в самом городе составит более 0,995.
В Южной Америке затмение также было видно как частное, помимо Аргентины и Чили, в Уругвае, Парагвае, Боливии, Бразилии, Перу, Эквадоре, Колумбии и Венесуэле.

## Астрономические обсерватории
В 2 крупных астрономических обсерваториях на территории Чили наблюдалась полная фаза солнечного затмения — Серро-Тололо и Ла-Силья.
2 июля 2019 года с орбиты Луны снимки полного солнечного затмения сделала камера «Inory Eye» китайского искусственного микроспутника «Лунцзян-1» («Longjiang 2»), запущенного к Луне вместе со спутником-ретранслятором Цюэцяо и мини-спутником «Лунцзян-2» в 2018 году.

## Фотогалерея

### Затмение
| Частное затмение в провинции Буэнос-Айрес, Аргентина | Вид полного затмения из обсерватории Ла-Силья в Чили | Вид затмения из Нюньоа — столичной коммуны Сантьяго в Чили |

### Схемы
| Схема прохождения затмения по территории Южной Америки | \| Анимация затмения |